# Aglaonema simplex
Aglaonema simplex är en kallaväxtart som först beskrevs av Carl Ludwig von Blume, och fick sitt nu gällande namn av Carl Ludwig von Blume. Aglaonema simplex ingår i släktet Aglaonema och familjen kallaväxter. IUCN kategoriserar arten globalt som livskraftig. Inga underarter finns listade.

## Bildgalleri

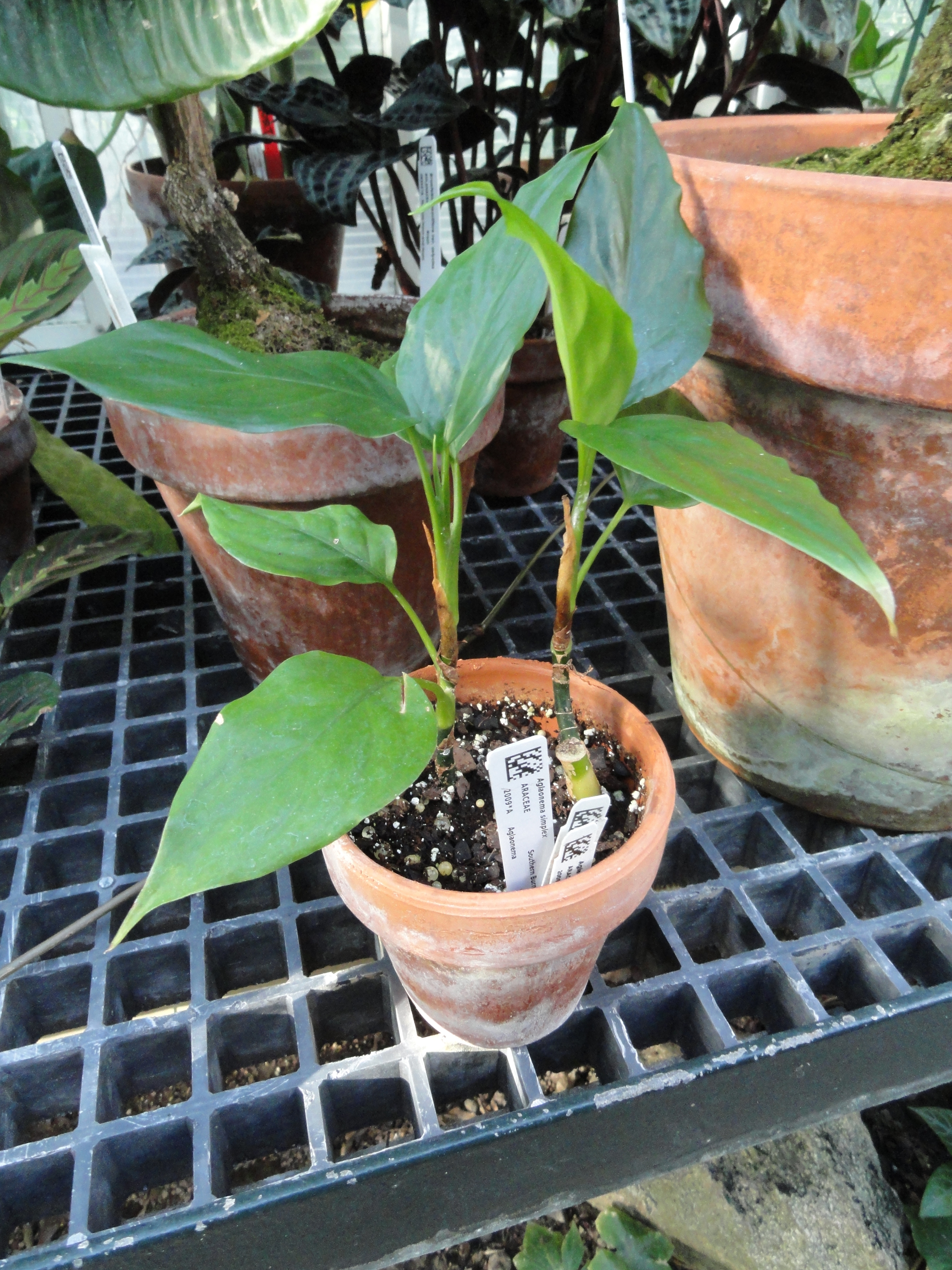